# Gert Steegmans
Gert Steegmans (Hasselt, 30 september 1980) is een voormalig Belgisch wielrenner.

## Wielercarrière
Steegmans won verschillende wedstrijden in de jeugdreeksen, samen met generatiegenoot Tom Boonen en Roy Sentjens. Daarna duurde het echter een tijd vooraleer hij die lijn kon doortrekken bij de profs.
In 2006 brak hij helemaal door met dubbele ritwinst in de Ronde van de Algarve. In de semi-klassiekers werd hij de grootste tegenstander van Boonen. In de Tour trok hij de sprint voor Robbie McEwen aan met resultaat waarna hij een contract bij Quick·Step-Innergetic kreeg.
In de Ronde van Frankrijk van 2007 slaagde Steegmans erin om de tweede etappe te winnen. Voor eigen volk in Gent versloeg hij ploegmaat Boonen voor wie hij eigenlijk de sprint aantrok.
In Parijs-Nice 2008 verpulverde hij de rest in de eerste, winderige etappe en won hij eveneens de tweede etappe. Op 6 juli 2008 raakte bekend dat Gert Steegmans vanaf 2009 voor twee seizoenen voor de Italiaans-Russische ploeg Katjoesja gaat rijden. Op 27 juli 2008 won Steegmans de afsluitende rit van de Ronde van Frankrijk op de Champs-Élysées in Parijs.
In 2009 sloot hij een tweejarig contract af bij het Russische Katyusha. Steegmans mocht van zijn ploeg niet starten in de Tour omdat hij een dopingclausule niet wilde ondertekenen. Daarin stond vermeld dat een op doping betrapte renner vijf maal zijn jaarloon aan de ploeg moet betalen. Begin augustus verbrak hij het contract met directe ingang. Later maakte hij bekend dat hij voor het nieuwe Team RadioShack zou gaan rijden, de ploeg van Lance Armstrong. Hij bleef hier slechts één seizoen, want in december 2010 werd bekend dat Steegmans terug zou keren naar Quick Step.
Door een verzuurde relatie met de ploegleiding van Etixx-Quick Step besloot hij echter om te vertrekken na 2014 en tekende hij een contract bij Trek Factory Racing voor 2015.
Op 16 juli 2015 kondigde Trek Factory Racing, de ploeg van Gert Steegmans, aan dat hij onmiddellijk stopte met wielrennen.

## Palmares

### Overwinningen
2005 - 2 zeges
1e etappe Ronde van Picardië
Nationale Sluitingsprijs
2006 - 5 zeges
3e en 4e etappe Ronde van de Algarve
3e etappe Vierdaagse van Duinkerke
2e etappe Ronde van Picardië
5e etappe Ronde van België
2007 - 9 zeges
1e etappe Ronde van Qatar (TTT)
1e etappe Ronde van de Algarve
3e etappe A Driedaagse van De Panne-Koksijde
4e etappe Vierdaagse van Duinkerke
2e etappe Ronde van Frankrijk
Tour de Rijke
2e en 4e etappe Circuit Franco-Belge
Eindklassement Circuit Franco-Belge
2008 - 8 zeges
Trofeo Calvia
1e en 2e etappe Parijs-Nice
2e etappe Vierdaagse van Duinkerke
Batavus Prorace
Halle-Ingooigem
21e etappe Ronde van Frankrijk
Memorial Rik Van Steenbergen
2009 - 2 zeges
Trofeo Mallorca
2e etappe Ruta del Sol
2011 - 1 zege
Nokere Koerse
2013 - 1 zege
1e etappe Tirreno-Adriatico (TTT)

### Resultaten in voornaamste wedstrijden
| Jaar | Ronde van Italië | Ronde van Frankrijk | Ronde van Spanje |
| ---- | ---------------- | ------------------- | ---------------- |
| 2003 | buiten tijd      |                     |                  |
| 2004 | 131e             |                     |                  |
| 2005 |                  |                     | 104e             |
| 2006 |                  | 136e                |                  |
| 2007 |                  | 138e (1)            |                  |
| 2008 |                  | 111e (1)            |                  |
| 2009 |                  |                     |                  |
| 2010 |                  |                     |                  |
| 2011 |                  | opgave              |                  |
| 2012 |                  |                     | 110e             |
| 2013 | opgave           | 153e                |                  |
| 2014 |                  |                     |                  |
| 2015 |                  |                     |                  |

| Jaar | Milaan-San Remo | Gent-Wevelgem | Ronde van Vlaanderen | Parijs-Roubaix | Scheldeprijs | Parijs-Tours |  | WK op de weg |  | Wereldranglijsten |
| ---- | --------------- | ------------- | -------------------- | -------------- | ------------ | ------------ |  | ------------ |  | ----------------- |
| 2003 |                 |               |                      |                |              |              |  |              |  |                   |
| 2004 |                 | 11e           |                      | opgave         |              | 24e          |  |              |  |                   |
| 2005 |                 | 67e           | opgave               |                |              | 74e          |  |              |  |                   |
| 2006 |                 | opgave        | 53e                  | 61e            | ↑            |              |  |              |  |                   |
| 2007 |                 | 94e           | 81e                  | opgave         | ↑            | 12e          |  |              |  | 96e (UPT)         |
| 2008 | opgave          | 157e          | 61e                  |                |              |              |  |              |  |                   |
| 2009 |                 |               |                      |                | 64e          |              |  |              |  |                   |
| 2010 |                 |               |                      |                |              | ↑            |  |              |  | 204e (UWK)        |
| 2011 |                 | 31e           | 32e                  | opgave         | 75e          | 84e          |  |              |  |                   |
| 2012 |                 | 25e           | opgave               | 85e            | 131e         | 59e          |  |              |  |                   |
| 2013 |                 | opgave        | opgave               | 55e            | 44e          |              |  |              |  |                   |
| 2014 |                 | 111e          |                      |                | 25e          |              |  |              |  |                   |
| 2015 |                 | opgave        |                      | opgave         | 97e          |              |  |              |  |                   |

## Ploegen
- 2001-Domo-Farm Frites-Latexco (stagiair)
- 2003-Lotto-Domo
- 2004-Lotto-Domo
- 2005-Davitamon-Lotto
- 2006-Davitamon-Lotto
- 2007-Quick Step-Innergetic
- 2008-Quick Step
- 2009-Katjoesja
- 2010-Team RadioShack
- 2011-Quick Step
- 2012-Omega Pharma-Quick-Step
- 2013-Omega Pharma-Quick-Step
- 2014-Omega Pharma-Quick-Step
- 2015-Trek Factory Racing

## Foto's

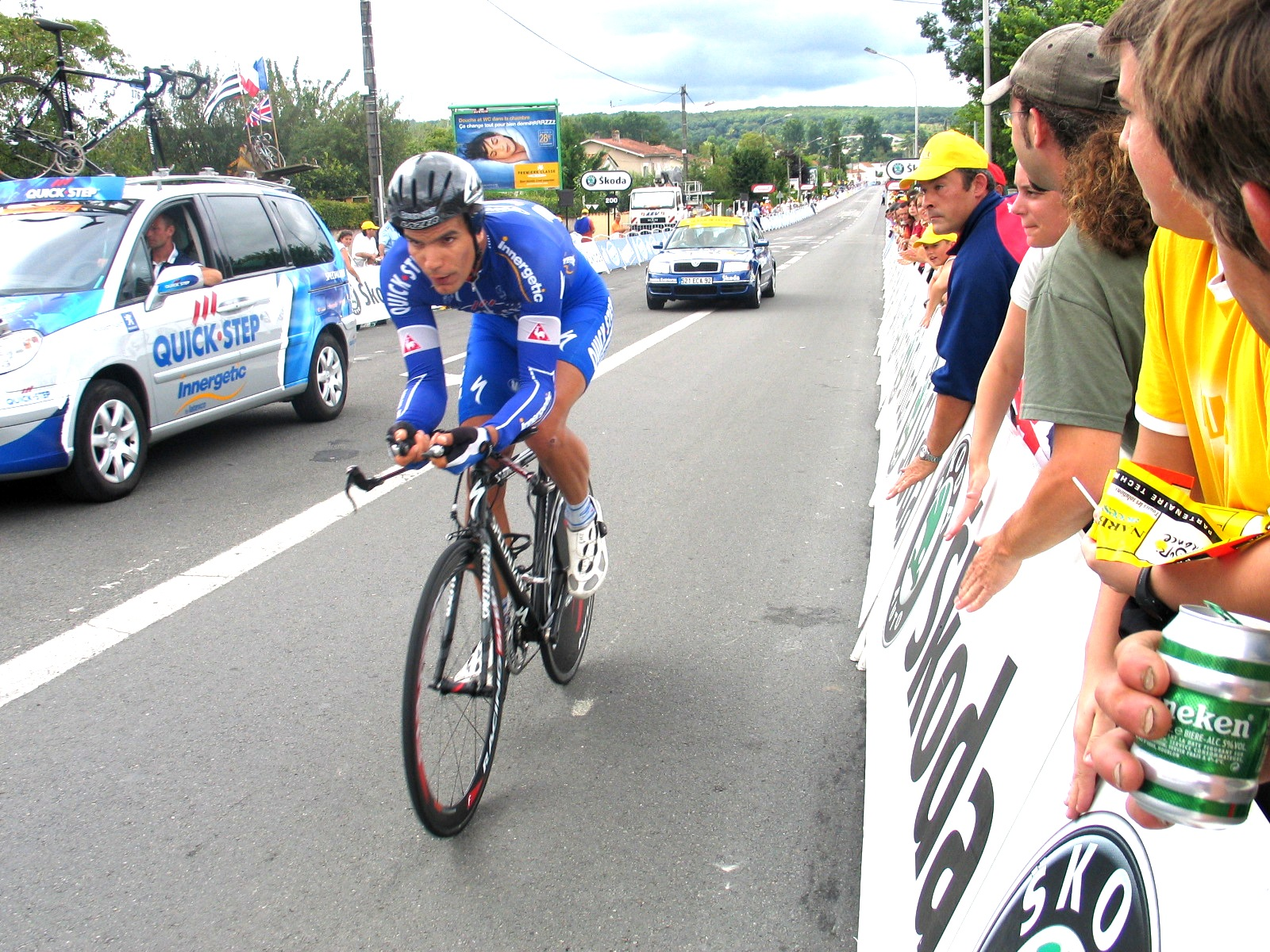
Gert Steegmans tijdens de tijdrit in Angoulême in de Ronde van Frankrijk 2007
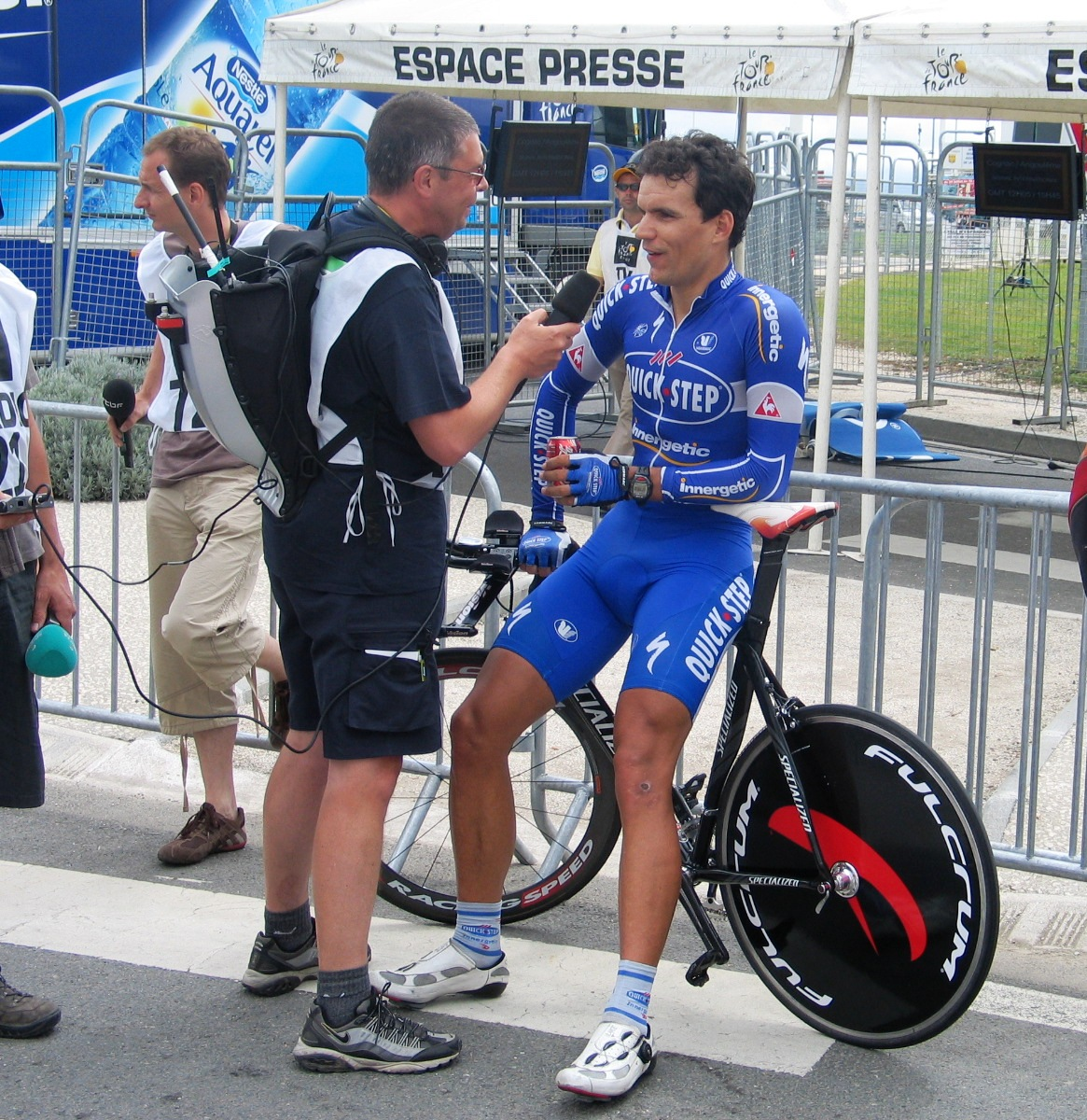
Steegmans geïnterviewd
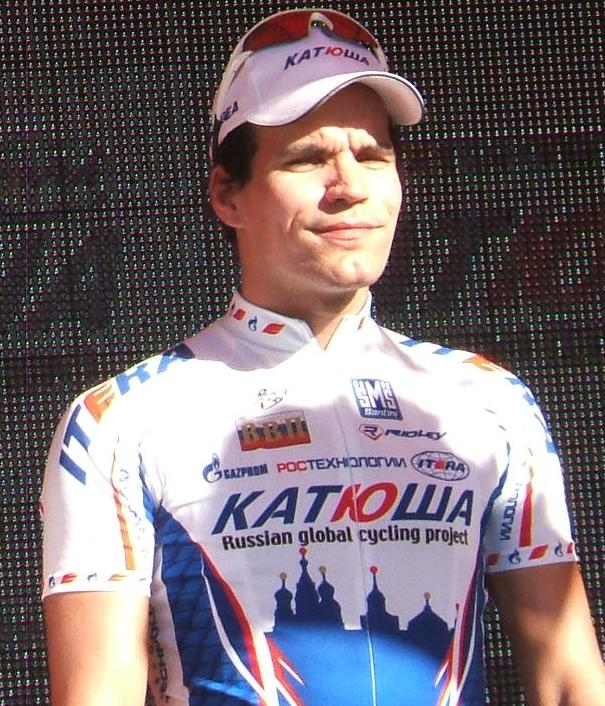
Steegmans in zijn periode bij Katusha 2009
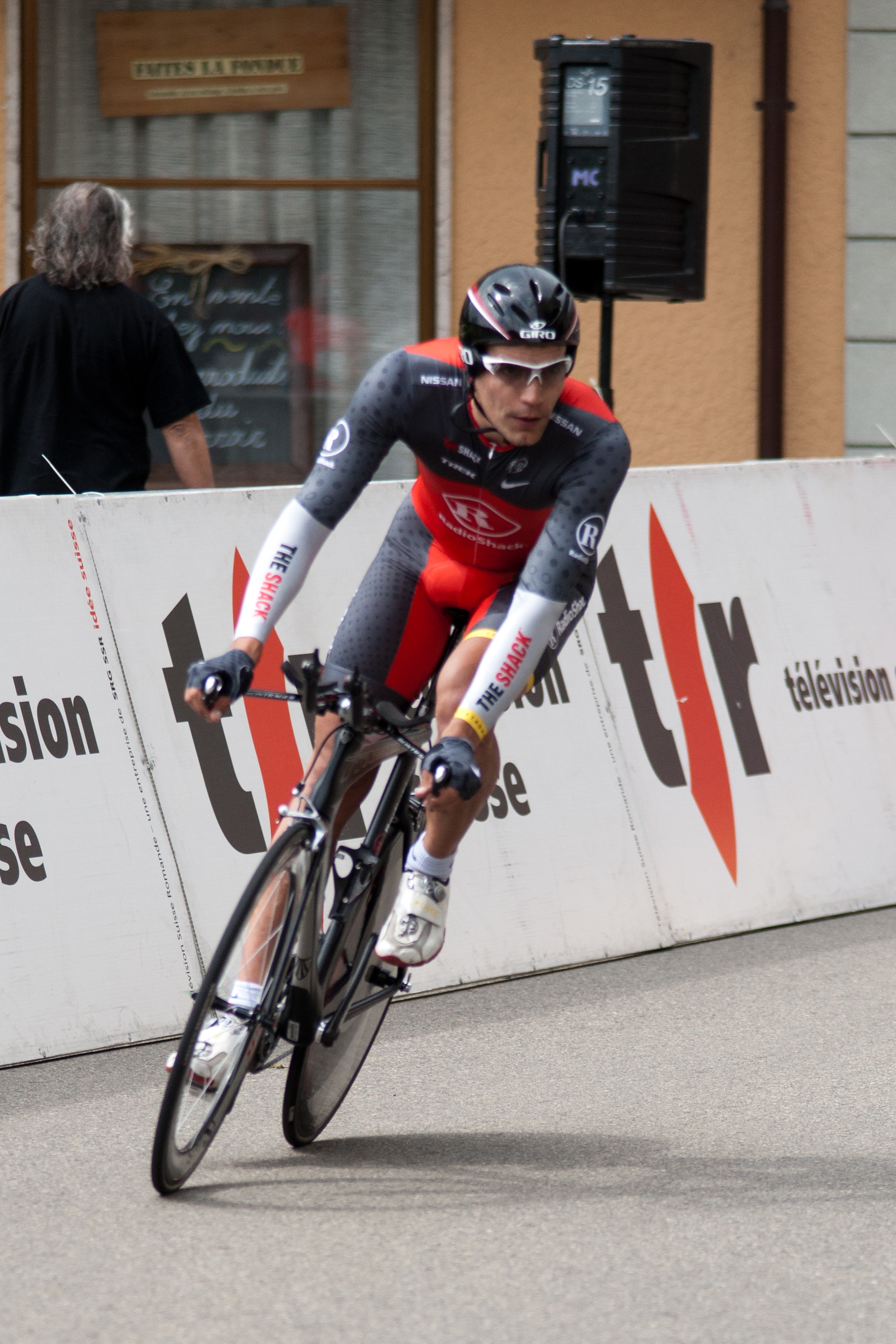
Steegmans in de 3e etappe van de Ronde van Romandië 2010
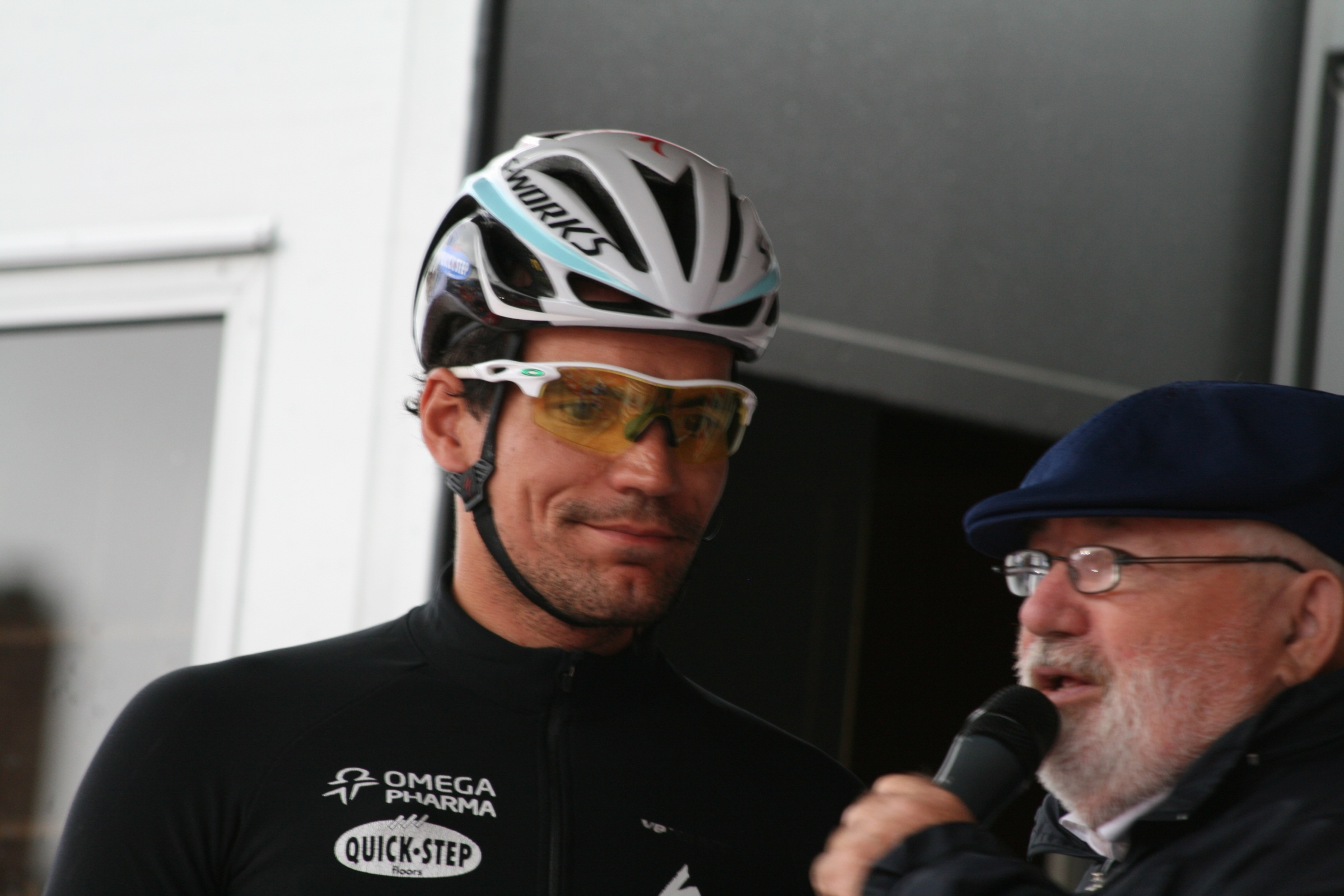
Steegmans aan de start in de laatste etappe van de Eneco Tour 2013